# Giuseppe Maria Vespignani
Giuseppe Maria Vespignani (* 24. Februar 1800 in Rom; † 2. Februar 1865 in Orvieto) war ein italienischer römisch-katholischer Geistlicher, Kurienerzbischof und Bischof von Orvieto.

## Leben
Gebürtig aus der Familie der Grafen Vespignani, empfing er am 21. Dezember 1822 das Sakrament der Priesterweihe. Er wurde an der Gregoriana zum Doktor der Philosophie promoviert und erhielt anschließend ein Kanonikat im Kapitel der Basilika St. Johannes im Lateran. 1831 wurde er Hausprälat Seiner Heiligkeit.
Papst Gregor XVI. ernannte ihn am 23. Juni 1834 zum Titularerzbischof von Tyana. Die Bischofsweihe spendete ihm am 12. Oktober desselben Jahres in Velletri Kardinaldekan Bartolomeo Pacca, Kardinalbischof von Ostia und Velletri; Mitkonsekratoren waren Bernardino Panzacchi OFMObs, Bischof von Terracina, Priverno und Sezze sowie Geraldo Macioti, Weihbischof in Ostia und Velletri. Gregor XVI. berief ihn am 23. Juni 1834 zum Sekretär der Kongregation für die Examination der Bischöfe sowie zum Sekretär der Kongregation für Wasserversorgung und Straßenbau. Ferner war er ab dem 20. Mai 1834 Mitglied der Konzilskongregation. Am 5. Juni 1841 wurde er Vizegerent von Rom als Stellvertreter von Kardinalvikar Giuseppe Della Porta Rodiani. Am 24. Januar 1842 wurde er schließlich Bischof von Orvieto mit dem persönlichen Titel eines Erzbischofs.
Nach 23 Jahren im Bischofsamt starb er in Orvieto.